# Муравьёв, Валериан Николаевич (философ)
Валериан Николаевич Муравьёв (28 февраля (12 марта) 1885, Санкт-Петербург — 1932) — русский философ, дипломат и общественный деятель.

## Биография
Родился 28 февраля (12 марта) 1885 года в семье прокурора Москвы, Н. В. Муравьёва. Закончил Александровский лицей, с золотой медалью в 1905 году. Прослушал курс в École des Sciences Politiques в Париже. В 1907 году поступил на дипломатическую службу. Работал в дипломатических миссиях Российской империи в странах Западной Европы. Исполнял должность секретаря 2-й Гаагской мирной конференции. Позже работал в центральном аппарате МИД, в годы Первой мировой войны занимал должность вице-директора дипломатической канцелярии в Ставке Верховного Главнокомандующего.
После Февральской революции продолжил работу в государственных учреждениях, став начальником политического кабинета министра иностранных дел. После Октябрьской революции сотрудничал с контрреволюционным движением. В феврале 1920 года был арестован, в августе приговорён Верховным трибуналом ВЦИК к смертной казни, заменённой тюремным заключением, но вскоре амнистирован.
По рекомендации Л. Д. Троцкого принят на работу в дипломатическое ведомство РСФСР, недолгое время заведовал подразделением Народного комиссариата иностранных дел. Вынужден был перейти на работу в концессионный отдел Главного лесного комитета, работал научным консультантом Центрального управления лесной промышленности, библиотекарем ВСНХ. С 1924 года работал в Центральном институте труда в качестве учёного секретаря; в 1929 году в ходе очередной «чистки» вынужден был покинуть его, работал дворником.
Был арестован 26 октября 1929 года и 10 ноября того же года приговорён Особым совещанием за антисоветскую агитацию к заключению в исправительно-трудовой лагерь сроком на три года.
Точные дата и место смерти неизвестны: предполагают, что он умер спустя несколько месяцев после вынесения приговора от тифа, и это произошло в 1930 году в Нарыме, по другим данным Муравьёв скончался в 1932 году.

## Творчество и наследие
В. Н. Муравьёв начал выступать в печати с начала 1910-х годов. Выпустил брошюру «Четвёртая Дума и наше великодержавное будущее» (1910), публиковался в журнале «Русская мысль», иных печатных изданиях. После Февральской революции активно включается в общественную дискуссию по политическим вопросам, регулярно публикуется в еженедельнике «Русская свобода», издававшемся П. Б. Струве. В статьях опирается на традиции славянофильства и христианского социализма. В 1918 принимает участие в знаменитом сборнике «Из глубины».
В 1920-х годах активно работает над оригинальной философской концепцией, готовит к публикации большое философское произведение, озаглавленное им «София и Китоврас». Оно написано на стыке жанров платоновского диалога, «философского романа», публицистики и научного трактата. Образный ряд произведения отсылает как к мифологической эстетике древнерусской апокрифической прозы, так и к бытовым реалиям Советской России. Текст носит на себе следы многочисленных переделок и авторских редакций. Существует авторский перевод части текста на английский язык.
Как «София и Китоврас», так и ряд незавершённых произведений художественной прозы и многочисленные философские наброски остались неопубликованными при жизни автора. В рамках своей деятельности в Центральном институте труда Муравьёв подготавливает ряд произведений по теории и организации труда, издаёт за свой счёт брошюру «Овладение временем» (1924), ставшую единственной крупной прижизненной публикацией автора.
В начале 1920-х годов В. Н. Муравьёв участвует в «имяславческом кружке», в который входили А. Ф. Лосев, Д. Ф. Егоров, П. С. Попов, П. А. Флоренский и другие. В. Н. Муравьёв принимал участие в работе Вольной академии духовной культуры. В 1920-х годах был знаком с философами-последователями Н. Ф. Фёдорова: с А. К. Горским и Н. А. Сетницким. Творчество В. Н. Муравьёва лежит в русле русской религиозной философии и русского космизма. Развивая идеи учения Николая Фёдорова, Муравьёв создал собственную эволюционную концепцию времени

## Публикации
Первой публикацией В. Н. Муравьёва после длительного перерыва стало переиздание его брошюры «Овладение временем», предпринятое М. Хагемайстером в 1983 году в ФРГ. После 1992 года последовали публикации некоторых небольших работ философа, ранее издававшихся в прессе. В 1998 году под редакцией Г. П. Аксёнова вышел сборник избранных работ В. Н. Муравьёва. В 2011 в издательстве Института мировой литературы РАН вышла первая в России публикация большей части архивного наследия В. Н. Муравьёва. Составление, подготовка текста к печати и авторство комментариев к тексту принадлежит А. Г. Гачевой.